# Canserbero
Tirone José González Orama (Caracas, 11 de marzo de 1988-Maracay, 19 de enero de 2015) conocido artísticamente como Canserbero, fue un rapero, compositor y activista venezolano. Es considerado como uno de los exponentes más significativos e influyentes en la historia del rap latino e independiente.
Canserbero comenzó su carrera musical a principios de la década de 2000 y rápidamente se convirtió en una figura significativa en el hip-hop latinoamericano. Es conocido por su contenido lírico agudo y su capacidad para abordar temas complejos con un enfoque crudo y honesto. Su música a menudo reflejaba sus luchas personales y críticas sociales. A lo largo de su carrera lanzó dos álbumes de estudio: Vida (2010) y Muerte (2012), respectivamente, con varias canciones destacadas. Canserbero fue colocado en el puesto número uno en la lista de los «50 grandes raperos en la historia del rap en español», publicada por la revista estadounidense Rolling Stone.
El 20 de enero de 2015, su cadáver fue encontrado en las cercanías del edificio Camino Real, ubicado en la urbanización Andrés Bello, en Maracay. En diciembre de 2023, se reveló que había sido asesinado por Natalia Améstica, su exmánager.

## Biografía

### Primeros años
Nació el 11 de marzo de 1988 a las 8:00 a. m. (HLV) en el Hospital General de Lídice Dr. Jesús Yerena de la ciudad de Caracas, como Tirone José González Orama, hijo de José Rafael González Ollarves, vendedor de helados, y Leticia Coromoto Orama, quien fuera licenciada en educación y docente. Su nombre se pronuncia en castellano de la misma forma que en inglés (/taɪˈroʊn/; pronunciación castellanizada «tayron»). Sus primeros años los vivió en El Junquito, y a la edad de cuatro años sus padres se mudaron a un barrio de Palo Negro llamado Las Ánimas de La Pica, en el estado Aragua, donde transcurrió su infancia y adolescencia. El 19 de diciembre de 1997, su madre falleció de un ataque al corazón, quedando bajo el cuidado de su padre y madrastra, a la edad de nueve años.

### Carrera artística
Su nombre artístico, «Canserbero», es una jerga del latinismo perro cerbero (en latín canis cerberus), que significa «guardián»; una alusión a Cerbero de la mitología griega. A temprana edad se interesó por el rap, y cuando tenía once años comenzó a rapear en diferentes escenarios. Desde joven también mostró interés por la música reggae y reguetón, pero tras el asesinato de su medio hermano sus referencias musicales cambiaron a géneros más críticos, como la música hip hop y hard rock, apreciable en canciones como «Es Épico» y «En el Valle de las Sombras».
En 1999, conoció a Manuel Galvis, también conocido como Blackamikase, y al productor Afromak, seudónimo de Leonardo Díaz; ellos integraron una banda llamada Códigos de Barrio, influenciada por Comando 57 y Supremacy Hip Hop Clan. Juntos realizaron varias composiciones musicales, pero debido a sus bajos recursos económicos solamente grabaron tres temas. En el año 2000, cuando tenía doce años, su medio hermano mayor fue asesinado; a partir de ello, empezó a inspirarse en géneros musicales críticos como el hard rock y hip hop de finales de la década de los años 90.
En el año 2003, estudió Informática y en clases conoció a Lil Supa, un integrante de Supremacy Hip Hop Clan, quien lo invitó a grabar con Luis Muños; el artista integró una agrupación bajo el seudónimo Basyco, una abreviación de los términos «base y contenido». Con la banda, interpretó canciones del género rap conciencia. Canserbero y Lil Supa publicaron un álbum titulado Can+Zoo Índigos en Internet. Según los medios de comunicación, el disco «aportó un impacto importante en la movida nacional y latinoamericana de rap no comercial». En el año 2008, el artista subió a Internet un mixtape llamado Nuestra doctrina no es un dogma, es una guía para la acción, en el que compiló varios de sus temas antes grabados.
Trabajó como analista de reclamos en una empresa en Maracay y también en el Instituto Universitario Experimental de Tecnología de La Victoria. Estudió Derecho y Ciencias Políticas en la Universidad Bicentenaria de Aragua, pero decidió dejar la carrera para enfocarse en la música.

#### ÁlbumVida
En 2010, lanzó su álbum de estudio debut como solista, Vida, grabado y editado en Caracas, junto a su productor Kpú. Este álbum, al igual que los demás, fue grabado en un estudio de grabación conocido como «El Techo». Debido a la gran aceptación por parte del público en 2011, recibió el galardón al mejor artista hip hop en los premios Dixtorxión, dándose a conocer en otros países de habla hispana.

#### ÁlbumMuerte
En 2012, publicó su segundo álbum, Muerte, y la segunda parte que completa el disco doble Vida/Muerte. El álbum cuenta con catorce temas de su autoría, siendo considerado uno de los álbumes más importantes en la historia del género rap en español. Durante ese mismo año realizó varios conciertos en Colombia, México y Venezuela. Al año siguiente lanzó un álbum llamado Apa y Can, junto al rapero Apache. El disco consta de temas como «Ready» y «Stop», una canción que emite fuertes críticas hacia los policías venezolanos. Entre 2013 a 2014, actuó en varios conciertos en países latinoamericanos, entre ellos Chile y Argentina,
 y también en España. En 2013, participó como vocalista en la canción «Ella», de Mala Rodríguez, para el álbum Bruja. Canserbero tenía varios proyectos musicales que llevaría a cabo en 2015 y preveía conciertos en países de Latinoamérica como Panamá.

## Influencias y estilo musical
Según el artista, desde muy joven se aficionó con la música rock gracias a su padre, y en estilos urbanos como The Noise, pero que tras la muerte de su medio hermano comenzó a hacer música rap y a escuchar música hard rock, géneros musicales críticos. En 2011, Canserbero comentó que todavía seguía escuchando a artistas y bandas de rock como The Beatles, The Who, Jimi Hendrix, Black Sabbath, The Ramones, Led Zeppelin, Pink Floyd, The Rolling Stones y Queen, entre otros, y en la música urbana solía escuchar a Tempo, Lito y Polaco, Los Aldeanos y Rapper School. Canserbero afirmaba ser un escritor «sincero» y «curioso», además de realizar composiciones con «pasión» y «objetividad». Algunas de sus canciones las compuso después de mirar documentales y leer algunos libros. También sostuvo que no solo cantaba canciones con mensajes positivos, ya que como cualquier persona vivía situaciones no agradables; algo que también lo inspiraba a escribir sobre ello, por lo que no se catalogaba como «un modelo a seguir». Relataba que las personas que escuchaban sus canciones debían ser conscientes y analíticos, porque no todas sus letras contenían mensajes positivos.
También era fanático del blues y el jazz, ritmos a los que les debía las bases sobre las que se asentaban sus rimas. Creció leyendo a Ernesto Sabato, Jorge Luis Borges, Fiódor Dostoievsky, Albert Camus y Charles Dickens,  cuyas obras consideraba «las letras que han perdurado en la historia», además de a críticos como Eduardo Galeano. En la canción «Querer Querernos», Canserbero se inspiró en el primer capítulo de la novela Rayuela de Julio Cortázar. «Andábamos sin buscarnos, aún sabiendo que andábamos para encontrarnos».

## Vida personal

### Activismo
En 2013, en el Día Internacional de la No Violencia, participó en la organización sin fines de lucro «24-0», la cual se basa en el respeto por la vida y cero muertes violentas. «Cómo no sumarse a esta causa tan noble, porque como dice el músico César López: aunque pienses diferente, nunca se mata a la gente», afirmó Canserbero.

### Religión
En una entrevista en 2011, Canserbero aclaró: «Mucha gente supone que soy ateo, que no creo en Dios, específicamente por algo malo que me ha sucedido en la vida, pero considero que ese no fue el detonante de esa decisión. Pienso que la forma en la que me eduqué, las cosas que investigué y leí, me llevaron a creer que Dios no existe. De todas formas, la verdad es muy relativa. Más que ateo, me considero agnóstico. No puedo asegurar que Dios no exista, pero tampoco puedo comprobar lo contrario».

### Política
En una conferencia en 2012, declaró: «Es inevitable que hables de política. Yo no soy político; me aburre y me dan sueño los discursos, pero qué más importante que hablar del destino de millones de personas, al elegir a alguien que va a tomar decisiones por nosotros. Creo que no hay una conversación más importante que esa. Cuando haces rap sincero, inevitablemente empiezas a hablar de política. Se te escapa». También criticó al gobierno venezolano en más de una ocasión, definiendo a las políticas del chavismo como «una buena idea, pero con una aplicación discutible». En 2013, durante la crisis en Venezuela, ironizó en la red social Twitter: «Estoy esperando que Nicolás Maduro se quite los extremos del bigote. No falta nada», haciendo alusión a Adolf Hitler.

## Asesinato

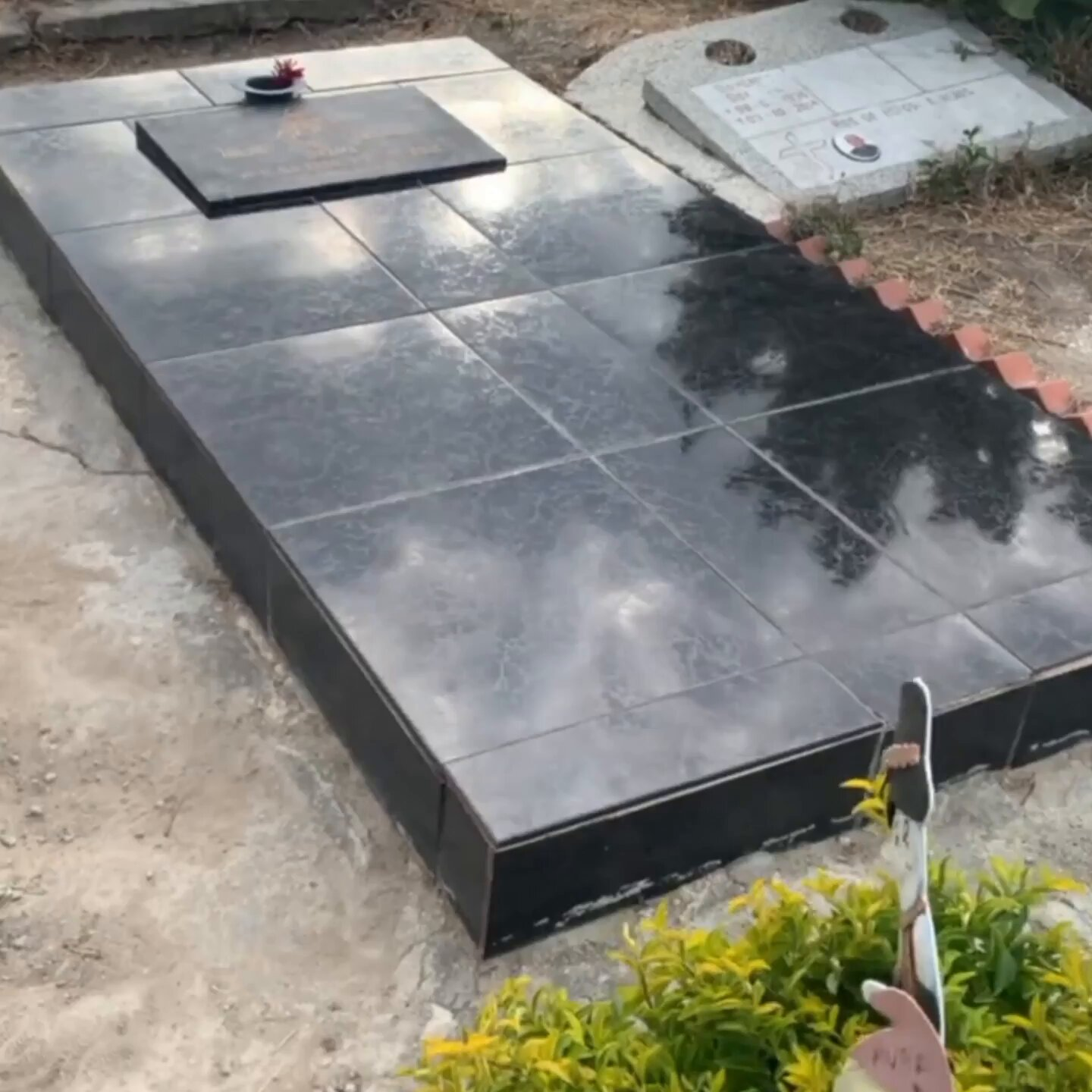
Tumba de Canserbero, fotografiada en 2023, en el cementerio metropolitano de Maracay. En su epitafio se lee la frase «Ni más ni menos».

La madrugada del 20 de enero de 2015, su cuerpo fue encontrado a las afueras del edificio Camino Real de la urbanización Andrés Bello en Maracay. Diferentes medios de prensa en ese momento informaron que Canserbero se había lanzado desde el décimo piso del edificio, habiendo antes asesinado a puñaladas a Carlos Molnar, quien era su amigo, compañero de trabajo y novio de Natalia. La versión que habían publicado los medios de comunicación en un principio fue que Molnar le ofreció su apartamento a Canserbero en un momento de crisis personal, dado que supuestamente el rapero enfrentaba un episodio severo de depresión y esquizofrenia. Pasada la media noche, y supuestamente tras sufrir un brote psicótico, Canserbero asesinó a su amigo, se dirigió a la cocina, y en un acto de desesperación, se suicidó lanzándose por la ventana. El hermano de Natalia, Guillermo Orlando Améstica Moraga, alias «Nano», fue quien brindó esta versión a la prensa en horas de la mañana del día del suceso, dándose el caso por cerrado por parte del CICPC del estado Aragua.

### Investigaciones
En marzo de 2015, el entonces Defensor del Pueblo, Tarek William Saab, se reunió con los familiares de Canserbero. En dicha reunión, presentó una reconstrucción de los hechos basado en indicios, como la falta de resistencia aparente de Molnar al momento de haber recibido las puñaladas. También señaló que el modo en el que supuestamente Canserbero había extraído las romanillas de la ventana para suicidarse apuntaba a un acto deliberado y no al de una persona desesperada. Canserbero había realizado una gira por Argentina y Chile junto con Natalia y Carlos Molnar, quien iba a ejercer de productor de su nuevo disco. Entre las dudas planteadas, también estaba la desaparición de una suma de dinero del rapero, y Natalia Améstica, novia de Molnar, viajó a Chile tras el incidente. Los familiares de Canserbero negaron que el artista tuviera trastornos mentales y resaltaron la inexistencia de sangre en sus manos que indicara su participación en el asesinato de Molnar. Su cuerpo fue hallado en una posición poco usual, y las cámaras de seguridad estaban apagadas.

### Reapertura del caso
En noviembre de 2023, el Ministerio Público de Venezuela reabrió nuevamente la investigación, bajo las órdenes de Saab como fiscal, indicando que se ordenaron «inmediatamente» varias diligencias de investigación que incluían la «inspección técnica del sitio del suceso», «levantamiento planimétrico», «cálculo físico de caída libre», varias citaciones a «testigos presenciales y referenciales», además de la «evaluación del protocolo de autopsia para verificar la viabilidad de una exhumación» del cadáver del rapero. Saab también ordenó radicar el caso a la ciudad de Caracas, luego de que por años estuviera archivado en la ciudad de Maracay. Igualmente notificó a la Dirección General de Apoyo a la Investigación Penal trasladar a expertos de la Unidad Criminalista de Campo al lugar donde ocurrieron los hechos. Saab volvió a reunirse con sus familiares, informando que «las investigaciones se habían retomado desde cero», debido a que existían muchas contradicciones sobre cómo había ocurrido todo. El fiscal informó que las autoridades no realizaron las inspecciones competentes en el cálculo de la caída que presuntamente sufrió. También destacó que la familia del rapero aseguró que los hechos no pasaron como dijo el CICPC del estado Aragua, quienes catalogaron el caso como un «asesinato-suicidio». El presidente Nicolás Maduro respaldó la decisión del fiscal general de reabrir la investigación sobre la muerte del rapero venezolano. El mandatario expresó: «Felicito al fiscal general que reabrió la investigación de la muerte de Canserbero. Todo mi apoyo para que esclarezca qué le pasó».
Al día siguiente, Tarek William Saab ofreció un balance sobre la investigación, donde descartó la hipótesis de una posible enfermedad mental por parte de Canserbero, luego de entrevistar a los familiares del artista, lográndose constatar que el rapero «gozaba de excelente salud». El fiscal añadió que la información sobre su salud mental fue difundida «sin pruebas» por el hermano de Natalia Améstica. Los familiares de Canserbero también aseguraron que el rapero les había manifestado su deseo de «terminar la relación laboral» con Natalia Améstica, quien era su mánager en ese momento, y que Canserbero «tenía excelentes proyectos a corto plazo por realizar».
Saab dio a conocer la imputación hacia Natalia y Guillermo Améstica por parte del Ministerio Público, por el delito de «falsa atestación y obstrucción a la administración de Justicia», a raíz de haber aportado datos que no correspondían a la realidad de los hechos ocurridos en el fallecimiento de Canserbero y Carlos Molnar. En la declaración inicial que transcribió el CICPC de Aragua, ambos hermanos dijeron sin pruebas forenses que el rapero sufría de trastornos mentales, además de alegar que informaron a las autoridades competentes por la vía del 911 sobre el fatal suceso, cuando en realidad la llamada telefónica nunca ocurrió. En la investigación se determinó, además, que el sitio del suceso había sido totalmente alterado.

### Confirmación de asesinato
El 26 de diciembre de 2023, tras arrestar a los hermanos Améstica –Natalia y Guillermo–, confesaron ser los responsables de su asesinato. De acuerdo con Natalia, el 19 de enero de 2015, un resentimiento contra el rapero se produjo luego de que ambos tuvieran conflictos en torno a sus giras por Chile y Argentina, las cuales ella le había organizado. En sus declaraciones, Natalia admitió haber asesinado a puñaladas a Canserbero y a Molnar.

## Legado
| «Canserbero fue uno de los hombres que se encargó de inmortalizar el rap de Venezuela. Ayudó a abrir nuevas mentes y puertas a las siguientes generaciones de cantautores callejeros en Latinoamérica». —Neutro Shorty. |

Debido a su influencia en el mundo del rap y en la cultura hip hop, ha servido de inspiración a diferentes raperos de América Latina, siendo considerado por muchos como el mejor rapero de habla hispana de todos los tiempos. En competencias internacionales de freestyle, ha existido la tendencia de que en algunas ocasiones, los improvisadores nombran a Canserbero, sus temas, e incluso realizan imitaciones de su voz.
Luego de su fallecimiento, familiares y amigos decidieron crear la fundación sin fines de lucro llamada «El Canserbero», la cual nace por los deseos y anhelos que tuvo en vida el cantante de rap. La fundación se enfoca en apoyar la realización de objetivos creados bajo la premisa del diseño colectivo en comunidades desde la literatura, el deporte y diversas manifestaciones culturales.
 

Al hacerse pública la noticia de su fallecimiento, diferentes artistas expresaron sus condolencias. El cantante puertorriqueño Ñengo Flow, vía Instagram, ofreció sus respetos al rapero, deseando su descanso eterno y alegando que era «uno de los mejores liricistas que puso en alto el hip hop en Venezuela y en el mundo».  El cantante Arcángel señaló que Canserbero «era uno o quizás el mejor de los raperos de Latinoamérica». El rapero Chyno Nyno expresó: «En verdad no puedo creer esto y ni siquiera logré conocerlo en persona. Mi más sentido pésame a toda su familia y amigos cercanos. Uno de los mejores MC en la historia del hip hop en español». La española Mala Rodríguez, a través de Twitter, publicó que: «Tyrone nos había dejado porque es un ángel».

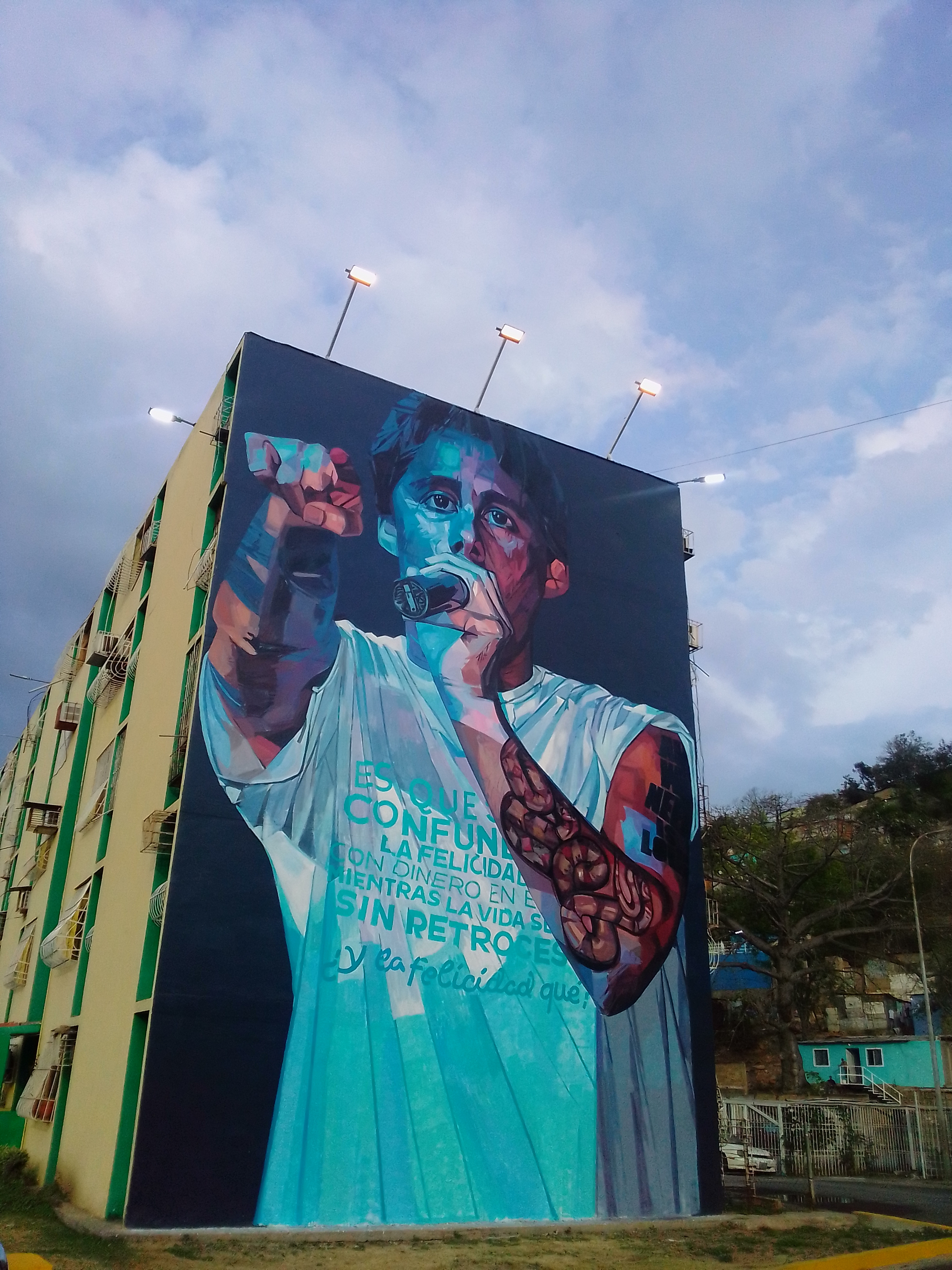
Mural de Canserbero en Puerto La Cruz, Anzoátegui, 2025.

El rapero puertorriqueño Residente utilizó en homenaje una camiseta con el rostro de Canserbero en el video musical de la canción «Rap Bruto» junto a Nach. El rapero venezolano Akapellah, en su tema «Réplica», menciona: «De donde vengo, no era común ser rapero. Nadie lo había logrado, hasta que llegó Canserbero». El rapero puertorriqueño Tempo, en una entrevista, comentó: «¿Sabes a cuántas personas les hubiese encantado que Canserbero los mencionara en una canción?», en referencia al tema «Jeremías 17-5». El rapero puertorriqueño Almighty lanzó una canción titulada «La Muerte», en su honor. El tema es un cover de «C’est la mort», perteneciente al álbum de estudio Muerte.

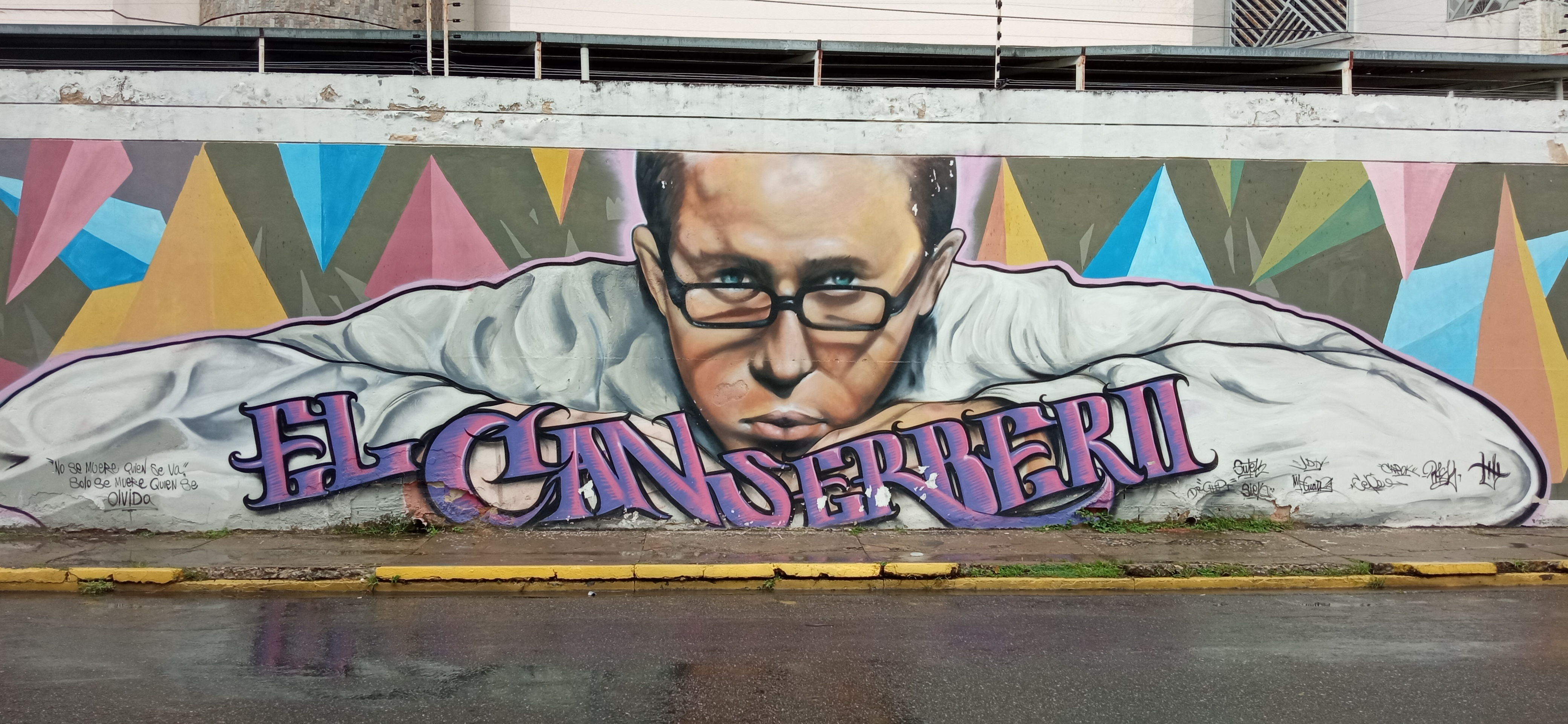
Grafiti de Canserbero en la avenida Las Delicias de Maracay, 2021.

En enero de 2021, a seis años de su fallecimiento, se filtró vía YouTube una canción inédita del rapero titulada «Historias de horror». En 2023, la revista estadounidense Rolling Stone realizó una lista de los «50 grandes raperos en la historia del rap en español», colocándolo en el puesto número uno:

"Con letras profundas, una voz inconfundible y una actitud de sólida autenticidad, Canserbero necesitó poco tiempo para convertirse en una de las figuras emblemáticas del rap en América Latina. Sus canciones cuentan historias complejas y oscuras. Son reflexiones sesudas en torno a la vida, la muerte, la injusticia y las calles".

Existió el rumor de que se iba a publicar en enero de 2024 un documental exclusivo de Netflix llamado All We Need Is Love, sobre su vida y carrera artística. En redes sociales, principalmente en TikTok, se empezó a difundir un teaser tráiler anunciando la llegada del documental, así como dos pósteres publicitarios; pero posteriormente se reveló que ambas publicidades no eran oficiales.
El 1 de diciembre de 2023, los productores Cayro Music, NicoJP y Santa Suerte Music publicaron vía YouTube el vídeo musical titulado «Bendecidos». El tema contó con la colaboración de Norick, Foyone, Solitario Mondragón, Akapellah, Santa Fe Klan, Alemán, Al2 El Aldeano, Toño Lizárraga y Kase.O. Parte de la voz y rostro de Canserbero fueron realizados con inteligencia artificial.
El 25 de febrero de 2024, la productora mexicana Whisky Content con Juan Bernardo González, Arturo Pereyra y el periodista venezolano Luis Olavarrieta, estrenaron vía YouTube, el primer capítulo de un documental que trata sobre la vida y muerte del rapero. «Este proyecto es en honor a su vida y obra. Nos sumergimos en su mundo para capturar la esencia de quién fue y el impacto que dejó en la escena musical. Esperamos que este documental inspire y conmueva a todos aquellos que lo vean», expresó Olavarrieta. El primer episodio del documental, titulado «El Origen», se basa en los comienzos de Canserbero. Desde su nacimiento, pasando por la compleja relación con su familia, hasta sus primeras influencias musicales.
Canserbero fue nominado a los Premios Grammy Latinos de 2024, en la categoría de mejor canción de rap/hip hop, por el tema «La Sabia Escuela», en colaboración con Akapellah y Lil Supa. La canción forma parte del álbum de estudio Pedro Elías (2024) de Akapellah. La parte de Canserbero, pertenece a una grabación inédita aportada por el productor musical Afromak, quien produjo el tema junto a GBEC.

## Discografía

### Álbumes de estudio
| Año  | Título | Discográfica       |
| 2010 | Vida   | La Biblioteca, LLC |
| 2012 | Muerte | La Biblioteca, LLC |

### Colaboraciones
| Año  | Título            | Discográfica            |
| 2008 | Can + Zoo Índigos | Fundación El Canserbero |
| 2013 | Apa y Can         | Fundación El Canserbero |

### Mixtapes
| Año  | Título              | Discográfica   |
| 2010 | Guía Para La Acción | VinilH Records |
| 2016 | Give Me 5           | Odd Harmonics  |

### Videos Musicales
| Año  | Titulo             | Album              | Director            |
| 2011 | Querer Querernos   | Sencillo sin Álbum | Nelson G. Navarrete |
| 2012 | C'est la Mort      | Muerte             | Nelson G. Navarrete |
| 2012 | Maquiavelico       | Muerte             | Carlos Zapata       |
| 2012 | Mundo de Piedra    | Muerte             | Nelson G. Navarrete |
| 2012 | Jeremías 17:5      | Muerte             | Nelson G. Navarrete |
| 2013 | Ready              | Apa y Can          | Cesar Velásquez     |
| 2013 | Stop               | Apa y Can          | Cesar Velásquez     |
| 2013 | LEVEL              | Apa y Can          | Cesar Velásquez     |
| 2013 | Ponmela En El Aire | Apa y Can          | Cesar Velásquez     |
| 2013 | La Del Estribillo  | Apa y Can          | Cesar Velásquez     |

## Premios y nominaciones
| Año  | Premiación             | Categoría                                                                      | Resultado | Ref.   |
| ---- | ---------------------- | ------------------------------------------------------------------------------ | --------- | ------ |
| 2011 | Premios Dixtorxión     | Mejor artista hip hop                                                          | Ganador   | [ 29 ] |
| 2024 | Premios Grammy Latinos | Mejor canción de rap/hip hop por «La Sabia Escuela» (con Akapellah y Lil Supa) | Nominado  | [ 69 ] |